# Al roig viu
Al roig viu (títol original en anglès: White Heat) és una pel·lícula americana dirigida per Raoul Walsh, estrenada el 1949 i doblada al català.

## Argument[2]
Cody és un petit criminal psicòpata. Detingut per un delicte menor, és tancat amb un altre presoner, que és en realitat un policia, Vic, que intenta tenir la seva confiança per infiltrar-se a la banda de Cody. Aconsegueixen escapar-se i comencen els seus crims. La policia previnguda per Vic aconsegueix detenir-los. Cody és perseguit fins a una fàbrica i mor provocant una explosió.

## Repartiment
- James Cagney: Arthur «Cody» Jarett
- Virginia Mayo: Verna
- Edmond O'Brien: Hank Fallon/Vic Pardo
- Margaret Wycherly: Ma Jarrett
- Steve Cochran: «Big Ed» Somers

## Al voltant de la pel·lícula
- La pel·lícula projectada al drive-in és Task Force, una pel·lícula de guerra de Delmer Daves.
- White Heat  és el títol de la tercera pista del tercer àlbum estudi de Madonna: True Blue. La introducció d'aquesta cançó és un diàleg d'una de les últimes escenes de la pel·lícula.

## Premis i Nominacions

### Nominacions[4]
- Oscar a la millor història (Virginia Kellogg)

## Referències

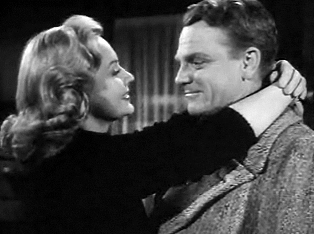
Virginia Mayo i James Cagney